# Nathan Meister
Nathan Meister ist ein neuseeländischer Schauspieler.

## Leben
Meister ist Vater von drei Kindern und niederländischer Abstammung.
Seine erste Rolle hatte Meister in einer Episoden der Fernsehserie Revelations. Größere Beachtung erhielt er durch seine Rolle in dem Horrorfilm Black Sheep. 2011 hatte er eine Sprechrolle im Animationsfilm Die Abenteuer von Tim und Struppi – Das Geheimnis der Einhorn. In den Filmen Avatar – Aufbruch nach Pandora und Der Hobbit: Eine unerwartete Reise war er als Statist zu sehen.

## Filmografie
- 2002: The Strip (Fernsehserie, Episode 1x09)
- 2006: No. 2
- 2006: Black Sheep
- 2009: Until Proven Innocent (Fernsehfilm)
- 2009: Paradise Cafe (Fernsehserie, Episode 1x13)
- 2009: Legend of the Seeker – Das Schwert der Wahrheit (Legend of the Seeker) (Fernsehserie, Episode 1x19)
- 2009: Under the Mountain
- 2009: The Handover (Kurzfilm)
- 2009: Avatar – Aufbruch nach Pandora (Avatar)
- 2009: Long Weekend (Kurzfilm)
- 2011: Tangiwai (Fernsehfilm)
- 2011: Rage
- 2012: Der Hobbit: Eine unerwartete Reise (The Hobbit: An Unexpected Journey)
- 2014: 5 Zimmer Küche Sarg (What We Do in the Shadows)
- 2014: Realiti
- 2015: Thumb of Maui